# Električni potencijal
Električni potencijal (oznaka V ili φ) je skalarna fizikalna veličina koja opisuje potencijalnu energiju električki nabijene čestice u statičkom električnom polju. Električni potencijal je količnik između potencijalne energije električki nabijene čestice Epot i električnoga naboja Q te čestice:
{\displaystyle V={\frac {E_{pot}}{Q}}}
Mjerna jedinica električnoga potencijala je volt (V).
Pri tome je jakost električnoga polja jednaka negativnom usponu električnog potencijala:
{\displaystyle E=-\nabla V}
Točke u prostoru s definiranim vrijednostima električnog potencijala čine skalarno polje, a povezane točke s jednakim vrijednostima čine ekvipotencijalne plohe. Električni se potencijal ne može neposredno mjeriti, već se mjeri razlika potencijala između dviju točaka nekog sustava, koja je u statičkom slučaju jednaka električnom naponu.

## Električni potencijal i električni napon
Svako pozitivno električno tijelo istiskivat će iz svojeg električnog polja drugo pozitivno nabijeno tijelo. Pri tom će elektrostatička sila vršiti mehanički rad. Isto tako želimo li pozitivno nabijeno tijelo dovesti u električno polje drugog pozitivno nabijenog tijela, treba da neka vanjska sila vrši rad na svladavanju odbojne sile. Izvršeni rad predstavlja ustvari potencijalnu energiju toga tijela. Čim vanjska sila prestane djelovati, tijelo se počinje gibati i izlazi iz električnog polja, pa se njegova potencijalna energija pretvara u kinetičku energiju. 
Potencijalna energija električki nabijenog tijela u nekom električnom polju naziva se elektrostatska energija. Prema tome, za svako tijelo koje se nalazi u nekom električnom stanju svojstven je njegov potencijal. Električni potencijal je stupanj električnog stanja nekog tijela. Odnosno, električni potencijal u nekoj točki električnog polja jednak je mehaničkom radu koji je potreban da se pozitivna jedinica količine elektriciteta dovede iz beskonačnosti u tu točku polja, i označuje se slovom V. 
Mehanički rad koji treba izvršiti da bi se električni naboj +Q iz točke B dovede u točku A električnog polja jednak je umnošku između električnog naboja Q i razlike električnih potencijala između točaka A i B, to jest:
{\displaystyle W=Q\cdot (V_{A}-V_{B})}
{\displaystyle V_{A}-V_{B}={\frac {W}{Q}}}
Razlika potencijala između dva električki nabijena tijela naziva se električna napetost ili električni napon U:
{\displaystyle U=V_{A}-V_{B}={\frac {W}{Q}}}
Računamo li električni napon s obzirom na Zemlju, za koju je električni potencijal jednak nuli, to jest VB = 0, onda je:
{\displaystyle U=V_{A}={\frac {W}{Q}}}
Stavimo li u taj izraz:
{\displaystyle 1\,\mathbf {V} ={\frac {1\,\mathbf {J} }{1\,\mathbf {C} }}}
Električni napon između dviju točaka iznosi 1 V (volt) ako se za prijenos količine elektriciteta od 1 C (kulon) između dviju točaka mora izvršiti mehanički rad od 1 J (džul).

## Potencijal polja nabijene kugle
Izrazimo li jakost električnog polja na udaljenosti r od središta nabijene kugle kao:
{\displaystyle E={\frac {1}{4\cdot \pi \cdot \varepsilon _{0}}}\cdot {\frac {Q}{r^{2}}}}
tada će sila na neki pozitivni električni naboj Q na udaljenosti r biti određena kao:
{\displaystyle F=E\cdot Q\,}
gdje će rad izvršen približavanjem naboja Q protivno smjeru sile na malom dijelu puta biti jednak:
{\displaystyle \Delta W=E\cdot Q\cdot \Delta r}
Ako naboj Q dovodimo iz beskonačno velike udaljenosti do nabijene kugle polumjera R, te put zamislimo kao sumu beskonačno malih dijelova puta, tada će ukupan rad biti jednak:
{\displaystyle W=\int _{\infty }^{R}E\cdot Q\cdot \ dr}
Razmatramo li omjer rada W i naboja Q, definirat ćemo potencijal nabijene kugle kao količinu rada koju treba uložiti da se jedinični naboj od 1 C dovede na površinu kugle polumjera R:
{\displaystyle V=\int _{\infty }^{R}E\cdot dr}
{\displaystyle V=\int _{\infty }^{R}{\frac {1}{4\cdot \pi \cdot \varepsilon _{0}}}\cdot {\frac {Q}{r^{2}}}\ dr}
Rješenje integrala dalo bi negativan rezultat. Kako je rad u savladavanju odbojnih sila po definiciji pozitivan, a referentni potencijal u beskonačnosti dogovorno jednak nuli, u računu za potencijal kugle određuje se prije integracije suprotan predznak integrala, tako da se za pozitivno nabijenu kuglu nalazi pozitivan potencijal jednak:
{\displaystyle V={\frac {1}{4\cdot \pi \cdot \varepsilon _{0}}}\cdot {\frac {Q}{r}}}
Potencijal je najjači u vakuumu, a slabiji u svim drugim sredstvima:
{\displaystyle V={\frac {1}{\varepsilon _{r}}}\cdot {\frac {1}{4\cdot \pi \cdot \varepsilon _{0}}}\cdot {\frac {Q}{r}}={\frac {1}{4\cdot \pi \cdot \varepsilon }}\cdot {\frac {Q}{r}}}
gdje je: εr - relativna dielektrična permitivnost nekog sredstva ili tvari, ε - dielektrična permitivnost (ili samo permitivnosti) tvari.

### Električni potencijal točkastog naboja
Električni potencijal točkastog naboja je električni potencijal koji stvara statičko električno polje električki nabijene čestice zanemariva volumena: 
{\displaystyle V={\frac {1}{4\cdot \pi \cdot \varepsilon _{0}\cdot \varepsilon _{r}}}\cdot {\frac {Q}{r}}}
gdje je: Q - električni naboj čestice, ε0 - dielektrična permitivnost vakuuma, εr - relativna dielektrična permitivnost dielektričnoga sredstva oko čestice, r - udaljenost od čestice.

## Električni potencijal Zemlje
Ako se iz nekog razloga elektroni nagomilaju na jednom predmetu ili na jednom njegovom kraju, kažemo da je predmet (ili njegov dio) negativno nabijen, ili da ima negativni potencijal, jer sadrži veliku gustoću negativno nabijenih elektrona. S druge strane, krnji atom kome je pobjegao koji elektron iz njegove ljuskaste putanje (takozvani ion), nije više uravnotežen, jer mu jezgra ima više pozitivnog naboja nego preostali elektroni negativnoga. Zbog toga takav ion u rezultatu ima pozitivan naboj. Predmet ili dio predmeta ili prostora s mnoštvom iona, to jest takvih atoma kojima nedostaju slabo vezani elektroni imat će dakle pozitivan potencijal.
Naša planeta je u cjelini električki neutralna, to jest kažemo da Zemlja ima nulti potencijal. Budući da se istoimene čestice međusobno odbijaju, u vodljivom materijalu elektroni će iz područja s velikom gustoćom slobodnih elektrona (to jest s velikim negativnim potencijalom) nagrnuti prema područjima gdje ih je manje, to jest prema mjestima manjeg negativnog, odnosno pozitivnijeg potencijala. U povoljnim okolnostima, iz oblaka s viškom elektrona prasnut će golema iskra kroz koju se veliki negativni potencijal oblaka prazni u električki neutralnu Zemlju, koja kako smo rekli ima nulti potencijal.